# Бахта (Киров)
 Бахта — село в Кировской области. Входит в состав муниципального образования «Город Киров»

## География
Расположено на расстоянии примерно 12 км по прямой на запад от железнодорожного вокзала Киров-Котласский.

## История
Основано в 1605 году. В 1671 году на Бахтинском погосте было 10 дворов, в 1678 отмечено наличие двух церквей Преображенской и Рождества Богородицы (деервянных), в 1770 в селе Бахтинском проживало 128 человек. В 1802 году 17 дворов. В 1873 году 18 дворов и 107 жителей, в 1905 23 и 143, в 1926 (Бахта или Троицкое) 27 и 224, в 1950 (Бахта) 166 и 424, в 1989 1790 жителей. Каменная Троицкая церковь построена в 1776 году. Административно подчиняется Октябрьскому району города Киров.

## Инфраструктура
Имеются средняя школа, детский сад, участковая больница, дом культуры, библиотека, отделение связи, филиал сбербанка, подсобное хозяйство ГЗК «Кировская» с ипподромом.

## Население
Постоянное население составляло 1997 человек (русские 97%) в 2002 году, 2100 в 2010.